# Тесанек
Тесанек — струмок (річка) в Україні у Свалявському районі Закарпатської області. Права притока річки Пині (басейн Дунаю).

## Опис
Довжина струмка приблизно 5,83 км, найкоротша відстань між витоком і гирлом — 5,13  км, коефіцієнт звивистості річки — 1,14 . Формується багатьма гірськими струмками.

## Розташування
Бере початок на східній схилах гори Середній Верх (980,7 м) гірського масиву Синяк. Тече переважно на північний схід через буковий ліс та село Солочин і впадає у річку Пиню, праву притоку річки Латориця.

## Цікаві факти
- На правому березі струмка розташований місцевий заказник України Тополина[2].
- Біля гирла струмка пролягає автошлях Т 0712[2] (автомобільний шлях територіального значення у Закарпатській області. Пролягає територією Перечинського та Свалявського районів через Перечин — Сваляву. Загальна довжина — 52,1 км.).
- Від гирла струмка на південно-східній стороні на відстані приблизно 1,45 км розташований гірськолижний курорт «Квітка Полонини»[2].